# Осигурано узајамно уништење
Узајамно осигурано уништење (енгл. mutual assured destruction - MAD) је доктрина у војној стратегији, по којој би коришћење целокупног нуклеарног арсенала од стране две сукобљене стране резултовало уништењем и стране која напада и стране која се брани. Ова доктрина је базирана на теорији одвраћања, према којој је развијање разорног оружја кључно као претња непријатељу како би се спречила употреба истог тог оружја. Ова стратегија представља облик Нешовог еквилибријума из теорије игара, у коме обе стране покушавају да избегну најгори могући исход по себе - нуклеарну анихилацију.

## Теорија
Доктрина Осигураног узајамног уништења претпоставља да обе стране имају довољно нуклеарног оружја да униште ону другу страну, и да свака страна, уколико је из било ког разлога нападне друга страна, може да узврати једнаком или већом силом. Очекивани исход је тренутна ескалација која би резултовала потпуним и осигураним уништењем обе стране у сукобу. Данас се сматра да би зрачење и нуклеарна зима у случају општег нуклеарног рата довели до разарања светских размера, али ово није кључна претпоставка за теорију Осигураног узајамног уништења.
Доктрина даље претпоставља да се ниједна страна неће усудити да лансира први удар, јер друга страна има стратегију лансирања по упозорењу, или способност другог удара секундарним снагама, што би довело до уништења обе стране. Очекивани исход ове доктрине је напети али стабилни мир.
Главна примена ове доктрине је започела током Хладног рата (од педесетих до деведесетих година двадесетог века). Током овог периода се сматрало да Осигурано узајамно уништење помаже у спречавању било каквог општег сукоба између Сједињених Држава и Совјетског Савеза, иако су се ове силе посредно сукобиле (преко трећих земаља) у ратовима широм света. Ова стратегија је такође одговорна за трку у наоружању, јер су се обе стране свим силама трудиле да одрже нуклеарни паритет са другом страном, или барем да очувају способност другог удара.
Поборници коришћења ове стратегије у доктринама САД и СССР су веровали да се нуклеарни рат најбоље може спречити ако ниједна страна не може да очекује да (као држава) преживи општи нуклеарни сукоб. Како је обострана увереност у ову претњу од критичне важности да би она имала дејство, свака страна је морала да улаже значајна средства у свој нуклеарни арсенал, чак и ако није планирала да га користи. Штавише, ниједна страна не би смела да очекује да ће бити способна да се адекватно одбрани од нуклеарних ракета друге стране, тако да иронично, развој нуклеарног оружја чува мир, док га развој нуклеарних штитова угрожава. Ово је довело до развијања што бољих и различитијих система за лансирање нуклеарног оружја (силоси са ракетама, подморнице са балистичким ракетама, атомски бомбардери на сигурним локацијама).
За сценарио Осигураног узајамног уништења се често користи еуфемизам нуклеарно одвраћање. Израз одвраћање је у овом контексту ушао у употребу након Другог светског рата; пре овог времена, коришћен је само у правној терминологији.